# Roschbach

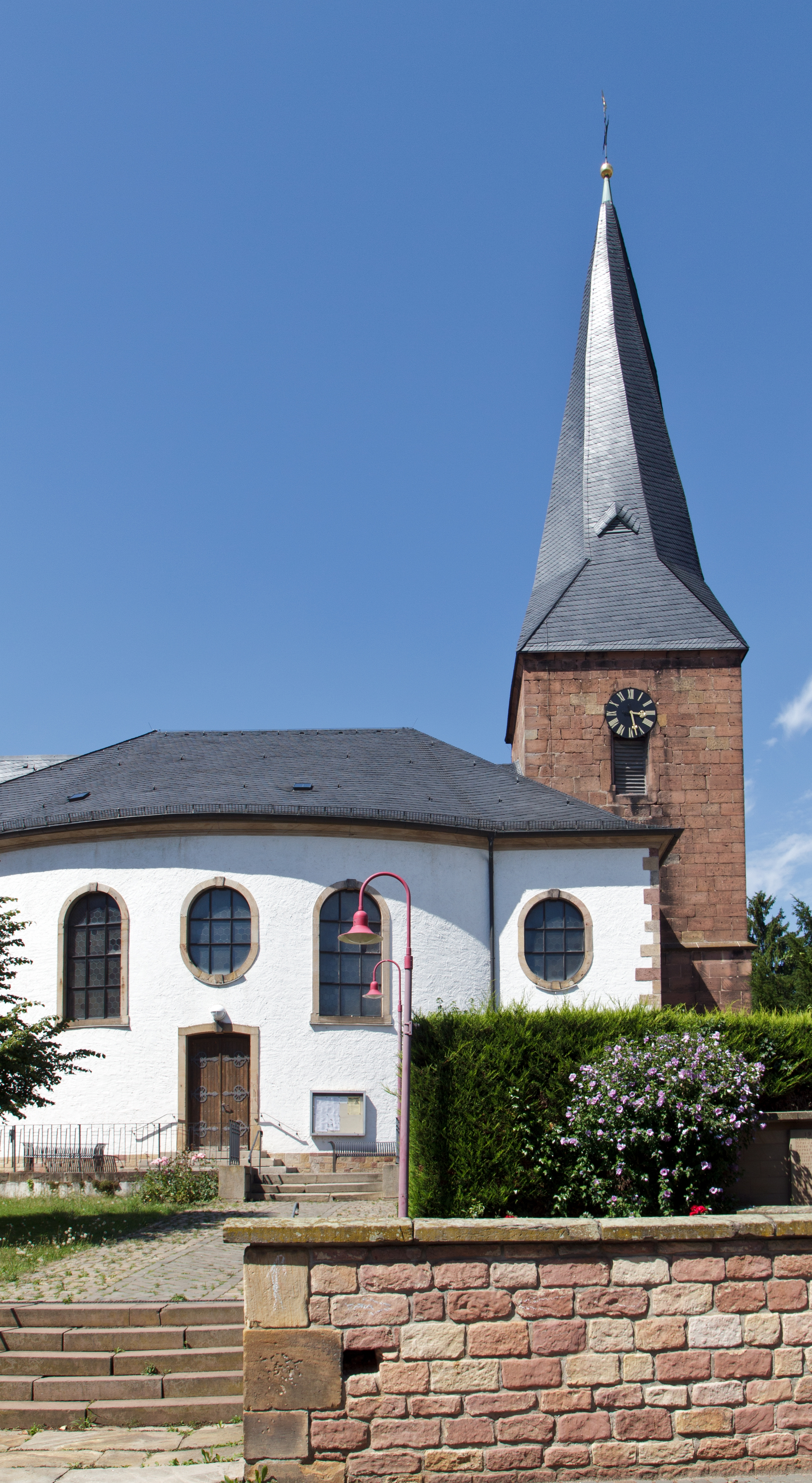
Katholische Pfarrkirche St. Sebastian

Roschbach ist eine Ortsgemeinde im Landkreis Südliche Weinstraße in Rheinland-Pfalz. Sie gehört der Verbandsgemeinde Edenkoben an, innerhalb derer sie gemessen an der Einwohnerzahl die siebtkleinste Ortsgemeinde darstellt.

## Geographie
Die Ortsgemeinde liegt sechs Kilometer südlich von Edenkoben zwischen dem Biosphärenreservat Pfälzerwald und dem Rhein in der Region Weinstraße. Mitten durch das Siedlungsgebiet verläuft in West-Ost-Richtung der Bruchbach, der ebenso Kaltenbach genannt wird. Zur Gemeinde gehörten zwei Exklaven im Pfälzerwald, die sie im Zuge der zweiten Haingeraide erhielt. In einer von ihnen entspringt der Eußerbach, der sie jedoch bereits nach wenigen Metern verlässt.
Nachbargemeinden sind – im Uhrzeigersinn – Edesheim, Knöringen, Walsheim, Flemlingen und Hainfeld.

## Geschichte
Erstmals wurde der Ort im Jahre 769 in einer Schenkungsurkunde des fränkischen Edlen Marzolf an das Kloster Lorsch erwähnt. Um 1765 gehörte Roschbach zum Hochstift Speyer und war dort dem Amt Edesheim unterstellt. Im Anschluss gehörte die Gemeinde bis Ende des 18. Jahrhunderts zur Kurpfalz.
Von 1798 bis 1814, als die Pfalz Teil der Französischen Republik (bis 1804) und anschließend Teil des Napoleonischen Kaiserreichs war, war Roschbach in den Kanton Edenkoben eingegliedert  und unterstand der Mairie Burrweiler.  1815 hatte der Ort insgesamt 420 Einwohner. Im selben Jahr wurde er Österreich zugeschlagen. Bereits ein Jahr später wechselte der Ort wie die gesamte Pfalz in das Königreich Bayern. Von 1818 bis 1862 gehörte die Gemeinde dem Landkommissariat Landau an; aus diesem ging das Bezirksamt Landau  hervor.
Ab 1939 war der Ort Bestandteil des Landkreises Landau in der Pfalz. Nach dem Zweiten Weltkrieg wurde Roschbach innerhalb der französischen Besatzungszone Teil des damals neu gebildeten Landes Rheinland-Pfalz. Im Zuge der ersten rheinland-pfälzischen Verwaltungsreform wechselte der Ort am 7. Juni 1969 in den neu geschaffenen Landkreis Landau-Bad Bergzabern, der 1978 in Landkreis Südliche Weinstraße umbenannt wurde. 1972 wurde Roschbach der ebenfalls neu gebildeten Verbandsgemeinde Edenkoben zugeordnet.

## Religion
2013 waren 68,4 Prozent der Einwohner katholisch und 15,3 Prozent evangelisch. Die übrigen gehörten einer anderen Religion an oder waren konfessionslos.

## Politik

### Gemeinderat
Der Gemeinderat in Roschbach besteht aus zwölf Ratsmitgliedern, die bei der Kommunalwahl am 9. Juni 2024 in einer Mehrheitswahl gewählt wurden, und dem ehrenamtlichen Ortsbürgermeister als Vorsitzendem. Bei der Wahl im Jahre 2009 wurden die Ratsmitglieder in einer personalisierten Verhältniswahl gewählt.
Die Sitzverteilung im Gemeinderat:
| Wahl | SPD               | CDU               | FWG               | Gesamt   |
| ---- | ----------------- | ----------------- | ----------------- | -------- |
| 2024 | per Mehrheitswahl | per Mehrheitswahl | per Mehrheitswahl | 12 Sitze |
| 2019 | per Mehrheitswahl | per Mehrheitswahl | per Mehrheitswahl | 12 Sitze |
| 2014 | per Mehrheitswahl | per Mehrheitswahl | per Mehrheitswahl | 12 Sitze |
| 2009 | 2                 | 5                 | 5                 | 12 Sitze |
| 2004 | 2                 | 5                 | 5                 | 12 Sitze |

- FWG = Freie Wählergruppe Roschbach e. V.

### Bürgermeister
Marco Brutscher wurde am 18. Juli 2024 Ortsbürgermeister von Roschbach, nachdem er als bisheriger Erster Beigeordneter die Amtsgeschäfte seit September 2020 bereits kommissarisch ausgeübt hatte. Bei der Direktwahl am 9. Juni 2024 war er als einziger Bewerber mit einem Stimmenanteil von 81,3 % für fünf Jahre gewählt worden.
Das Amt des Ortsbürgermeisters war fast vier Jahre vakant, seit Albert Birkmeyer es mit Ablauf des 31. August 2020 niedergelegt hatte, da bis zur regulären Wahl 2024 keine Wahlvorschläge eingereicht wurden. Birkmeyer war erstmals am 7. September 2014 bei einer Wiederholungswahl gewählt worden. Diese war notwendig geworden, weil sein Vorgänger Josef Derichs bei der regulären Kommunalwahl 2014 die notwendige Mehrheit bei Stimmengleichheit (218 Ja zu 218 Nein) knapp verfehlt hatte.

### Wappen
| Wappen von Roschbach | Blasonierung: „In Schwarz ein goldenes Gemarkungszeichen in Form eines stilisierten mit den Stollen abwärts gekehrten Hufeisens, aus dem ein Kreuz derart nach unten wächst, dass das Gemarkungszeichen die Form eines gestürzten Ankers annimmt.“ |
| Wappen von Roschbach | Wappenbegründung: Es wurde 1922 vom Bayerischen Staatsministerium des Innern genehmigt und geht zurück auf ein Siegel von 1771. Die Farben Schwarz und Gold erinnern an die frühere Zugehörigkeit zur Kurpfalz.                                    |

## Kultur
In Roschbach befinden sich insgesamt neun Objekte, die unter Denkmalschutz stehen. Hinzu kommen zwei Naturdenkmale.

## Wirtschaft und Infrastruktur

### Wirtschaft
Roschbach ist ein Weinbauort und als solcher Teil des Weinanbaugebiets Pfalz. Vor Ort befindet sich die Einzellage Rosenkränzel (137 ha). Diese gehört zur Großlage Bischofskreuz im Bereich Südliche Weinstraße.

### Verkehr
Durch das Roschbacher Siedlungsgebiet verlaufen die Kreisstraßen 54 und 56. Im Osten der Gemarkung führt abseits der Bebauung in Nord-Süd-Richtung die Landesstraße 516. Die Gemeinde ist über die Buslinie 500 im Verkehrsverbund Rhein-Neckar an das Nahverkehrsnetz angebunden.

### Institutionen
Im Ort befindet sich eine Grundschule und ein Kindergarten.

## Persönlichkeiten
- Christine Baumann (* 1949), Politikerin (SPD), war vor Ort zeitweise als Lehrerin tätig